# Sauerbach (Schweinnaab)
Der Sauerbach ist ein linker Zufluss der Schweinnaab in der Oberpfalz in Bayern.

## Geographie

### Verlauf
Er entspringt in Wildenreuth, einem Stadtteil von Erbendorf, direkt an der Bundesstraße 22. In der Nähe der A 93, bei Altenstadt an der Waldnaab, fließt ihm die Dürrschweinnaab, der kleinste Quellfluss der Naab, zu. Im Stadtgebiet von Weiden in der Oberpfalz fließt er in die Schweinnaab.

### Zuflüsse
- Sterzenbach (rechts)
- Schimmelsbach (rechts)
- Dürrschweinnaab (rechts)